# Nicole Buloze
Nicole Buloze (* 26. November 1942 in Genf; † 25. November 1991 ebenda) war eine Schweizer Opernsängerin (Mezzosopran), Tänzerin und Choreografin.

## Leben

### Werdegang
Buloze begann ihre Karriere im Alter von 15 Jahren als Balletttänzerin am Grand Théâtre de Genève (Genfer Oper), wo Ernest Ansermet ihre noch unausgebildete Stimme entdeckte und ihr im Januar 1963 die Rolle des Yniold in Debussys Oper Pelléas et Mélisande übertrug.
Nachdem Buloze Mitte der 1960er Jahre aus gesundheitlichen Gründen das Tanzen hatte reduzieren müssen, begegnete sie dem aus Russland stammenden Ballettpädagogen Boris Kniaseff (1900–1975), der den «Barre à terre» (wörtlich übersetzt: Stange am Boden), eine Mischung zwischen klassischem und modernem Tanz, kombiniert mit Dehnungs- und Konzentrationsübungen, als Neuerung einführte. Buloze wurde dessen Assistentin. 1964 wurde sie für drei Jahre als Ballettmeisterin und Choreografin an das Tokaï Ballet in Tokio berufen.
1967 kehrte sie nach Genf zurück. Sie arbeitete tagsüber als Ballettlehrerin und sang abends im Chor des Grand Théâtre de Genève. Am Conservatoire de musique de Genève (Genfer Konservatorium) absolvierte sie ein Gesangsstudium, das sie als Koloratur-Sopranistin mit einem Sonderpreis von Patek Philippe abschloss. Danach sammelte Buloze unter Herbert Graf im Opernstudio am Grand Théâtre Genf zusammen mit José van Dam erste Opernerfahrungen.

### Opernarbeit
Anschliessend zog sie aus privaten Gründen nach München. Nach einem ersten Vorsingen an der Bayerischen Staatsoper ordnete Wolfgang Sawallisch ihre Stimme als Mezzosopran ein. Sie erlernte in aller Eile ein neues Repertoire und erhielt einen Vertrag im Staatstheater Darmstadt. Sie begann mit Der Barbier von Bagdad, in dem sie ihre Arien in Spitzenschuhen sang, sowie mit La forza del destino. Buloze blieb drei Jahre in Darmstadt. Sie hatte während dieser Zeit mehrere Gastverträge, unter anderem in Ulm, Essen und bei den Schwetzinger Festspielen und war bald auch in der Schweiz gefragt. Sie sang neben Sylvia Geszty bei den Heidelberger Schlossfestspielen Die lustigen Weiber von Windsor von Otto Nicolai und den Don Giovanni von Giuseppe Gazzaniga. Sie wurde dank ihrer dreifachen Bühnenbegabungen – Ballett, Stimme und Interpretation – bekannt.
1977 wurde sie am Theater Basel engagiert und sang als Gast an deutschen, schweizerischen und französischen Bühnen. Unter der Leitung von Paul Sacher sang sie den Totentanz von Arthur Honegger. Regelmässig sang sie im Opernhaus Zürich in Massenets Oper Werther die Charlotte an der Seite von Neil Shicoff. Es folgten mehrere Gastverträge, wie 1983 beim Lucerne Festival. Danach kehrte sie in ihre Heimatstadt Genf zurück, wo sie zwischen 1982 und 1985 am Grand Théâtre (Gianni Schicchi, La sonnambula von Vincenzo Bellini, Giulio Cesare, La Périchole, Norma, Les vêpres siciliennes) sang und auch Solistin bei verschiedenen Konzerten war. Sie trat in einigen französischen Opernhäusern auf, wie in Montpellier, Besançon, Dijon, Nancy und 1985 am Opéra National de Lyon (Pelléas et Mélisande).
1986 gründete sie in Genf die Opernschule Esope (Espace Scénique Opéra), an der sie junge Künstler im Gesang, Tanz und Theaterspiel ausbildete.
Nicole Buloze war – als geschiedene, alleinerziehende Mutter – auch politisch aktiv, indem sie sehr früh den Bundesrat in Bern auf die mangelhafte soziale Absicherung der Schweizer Künstler aufmerksam machte. Sie starb im Alter von 49 Jahren an einem Krebsleiden.
Ihre ältere Tochter Sophie Ellen Frank (geboren 1963 in Osaka) wurde Sopranistin und Regisseurin und leitet zusammen mit Paul Hess die Académie de l'Opéra – Ecole d´Opéra pour Enfants in Genf.
Ihre jüngere Tochter Jeanne Lévy (geboren in Genf) ist Tanzlehrerin und Choreografin.

## Diskografie
- Jacques Offenbach: La Périchole. Marc Soustrot (Dirigent), Roberto Benzi (Dirigent), Jane Rhodes (Mezzo Soprano), Nicole Buloze (Mezzo Soprano), Orchestre de la Suisse Romande (Orchester) et al., Doppel-CD, 2008 (Aufnahme 1982)
- Giuseppe Verdi: Les vêpres siciliennes. Donato Renzetti (Dirigent), Nicole Buloze (als Ninetta) et al., CD, Orchester des Grand Théâtre de Genève (Aufnahme 1985)